# エンタープライズ (軽巡洋艦)
| 「エンタープライズ」 | |
| 艦歴                 | |
| 発注                 | ジョン・ブラウン・アンド・カンパニー                                                                                             |
| 起工                 | 1918年6月23日 |
| 進水                 | 1919年12月23日 |
| 就役                 | 1926年4月7日 |
| 退役                 | 1946年1月13日 |
| その後               | 1946年に解体 |
| 除籍                 | |
| 性能諸元             | |
| 排水量               | 満載：7,700トン |
| 全長                 | 173.7 m |
| 全幅                 | 16.6 m |
| 吃水                 | 5.0m |
| 機関                 | ヤーロー式重油専焼水管缶8基 +ブラウン＝カーチス式ギヤード・タービン4基4軸推進                                                    |
| 最大出力             | 80,000 bhp (60 MW) |
| 最大速力             | 33.0ノット (61 km/h) |
| 乗員                 | 572名 |
| 兵装                 | Mk XII 15.2cm（45口径）連装砲1基、単装砲5基 10.2cm（45口径）単装高角砲3基 ヴィッカース QF 2ポンド砲2基 53.3cm四連装魚雷発射管4基 |
| 航空兵装             | 水上機：2基 カタパルト：1基 |

エンタープライズ（HMS Enterprise）は、イギリス海軍のエメラルド級軽巡洋艦。1918年6月28日に起工し、ジョン・ブラウン・アンド・カンパニーで建造された。1919年12月23日に進水、1926年4月7日に就役した。
エンタープライズは、当初の前方2基の単装砲塔の替わりに試作の6インチ連装砲塔を搭載し、試験運用が成功したためその後の就役期間中もこの連装砲塔が採用された。この砲塔は後にリアンダー級、アリシューザ級の設計に取り入れられた。砲塔の設置スペースは、エメラルドの1番砲塔と2番砲塔の設置スペースより少なかったため、ブリッジはさらに前方に配置された。このブリッジは従来とは異なり前檣と操舵室を同一区画に配置するように設計されており、この設計はカウンティ級重巡洋艦にも採用されることになる。

## 艦歴

### 戦前

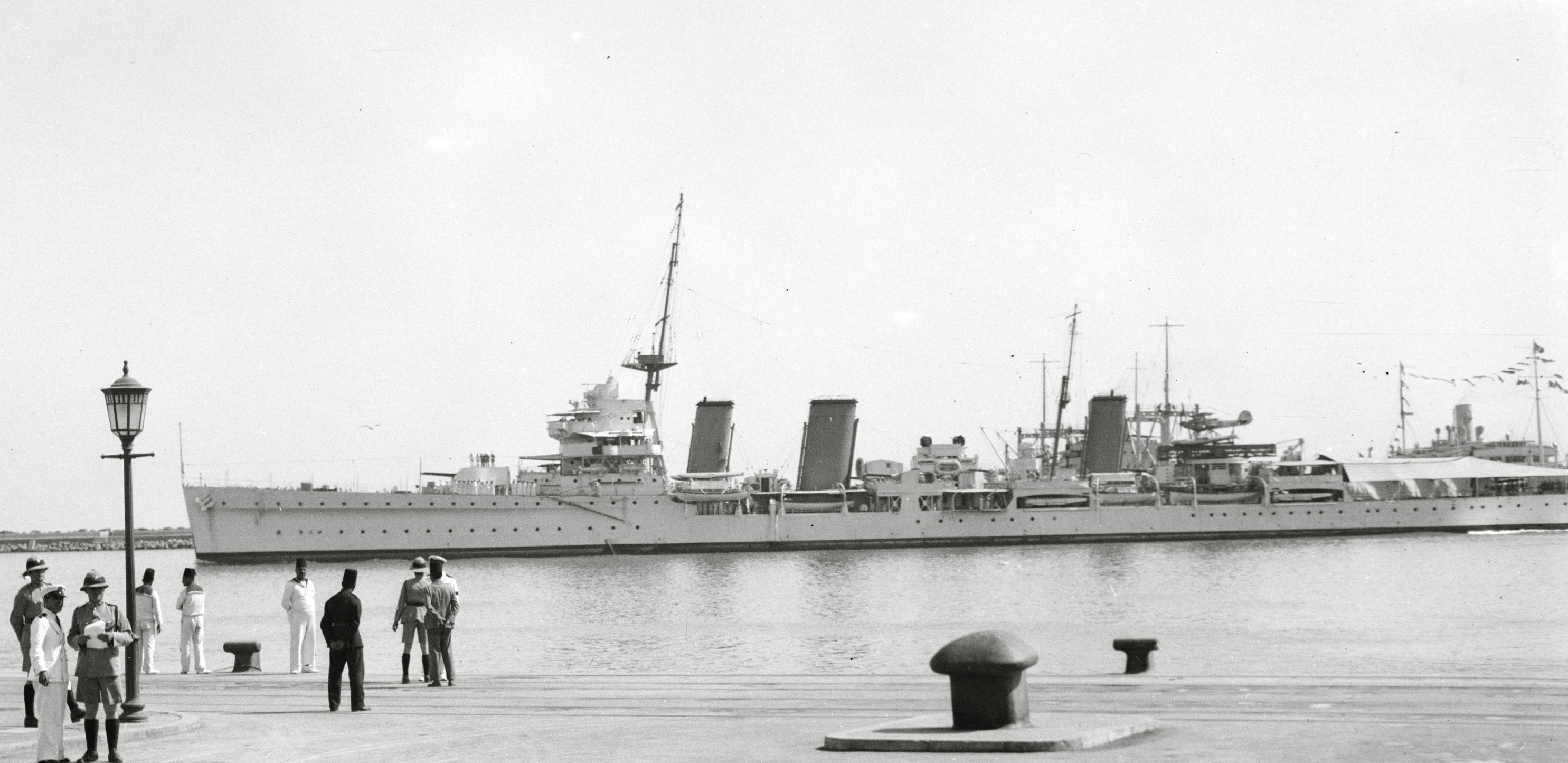
1936年5月6ハイファのエンタープライズ

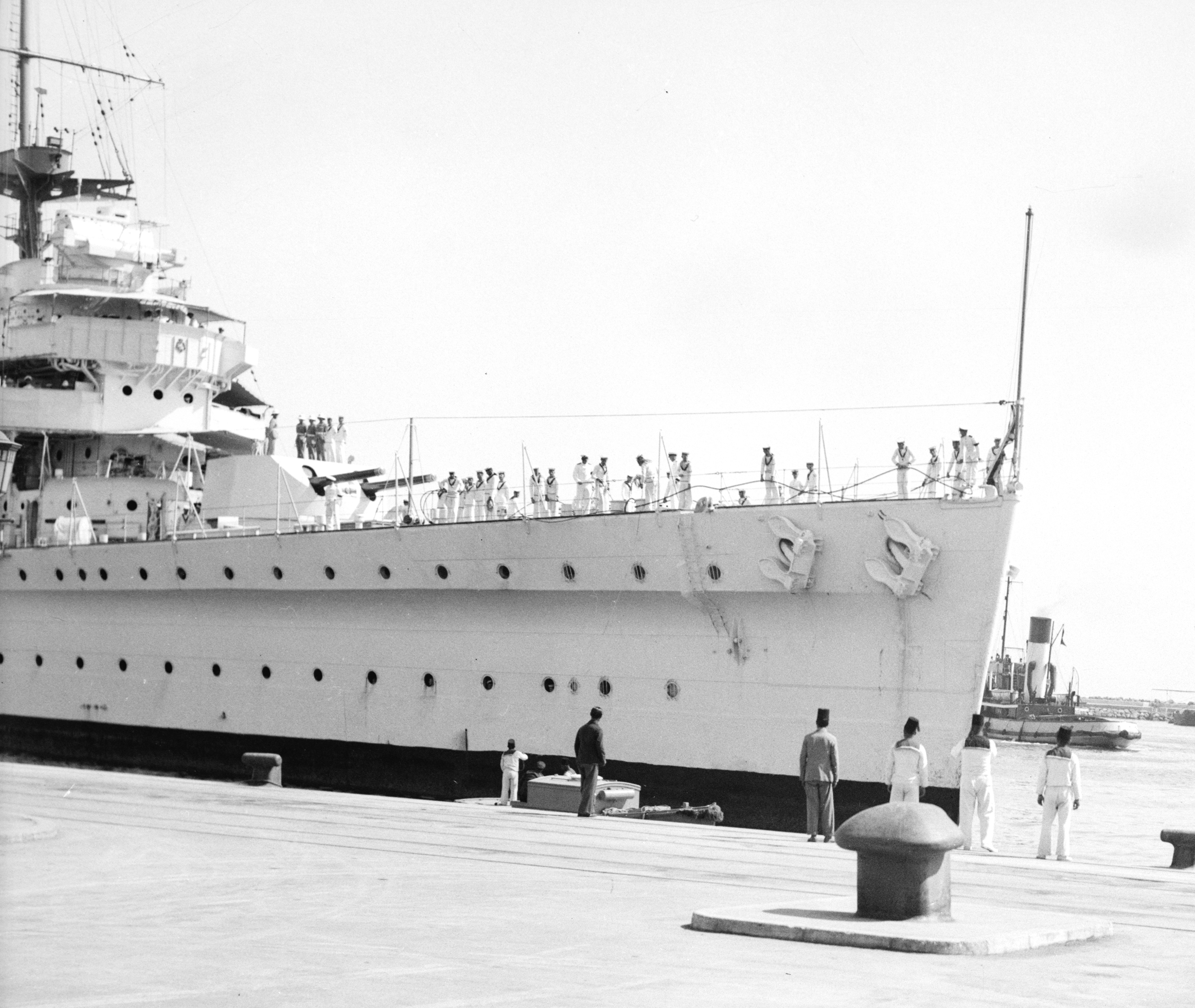
1936年、試験的に搭載した連装砲塔の写真

本国海域で数ヶ月間過ごした後、エンタープライズは東インド諸島の第4巡洋艦戦隊に所属した。最初の任務は1928年9月19日から12月10日にかけて、現在でもケニアで行われているラグビーユニオンの大会であるエンタープライズカップの歴史により説明される注目すべきものであった。エンタープライズはその後、東インド諸島の基地での任務をいくつかこなし、1934年7月4日に帰国してメンテナンスを行い、その後大規模な改装を行い1936年1月に東インドに戻った。
1936年5月7日、イタリアが第二次エチオピア戦争でエチオピアを占領した際、エンタープライズは同地から逃れたエチオピア皇帝ハイレ・セラシエ1世を乗せてフランス領ソマリランドのジブチを出港、イギリス委任統治領パレスチナのハイファへ入港した。亡命したハイレ・セラシエは1941年にエチオピアに戻っている。
1938年2月、アスローン伯爵夫人アリス王女とその夫アレキサンダー・ケンブリッジが本艦に搭乗してサウジアラビアを訪問し、これは英国王室による初の訪問となった。同年末には 中国艦隊への乗組員輸送に従事し1938年9月30日に帰国、予備艦隊に配備された。

### 第二次世界大戦

#### 開戦時
1939年9月、第二次世界大戦が始まると、エンタープライズは再就役し、第4巡洋艦戦隊の一員として大西洋の哨戒任務に就いた。その後北アメリカ・西インド艦隊に編入。1939年から1940年にかけて、ハリファックス護衛隊とともに大西洋の護衛任務に就いた。1939年10月にはフィッシュ作戦において1千万ポンド（貨幣価値6億6千万円）の金塊をカナダへ移送した。
1940年4月、本国艦隊に配備されノルウェーの戦いに参加。4月から5月にかけて、ノルウェーのナルヴィク周辺で砲撃を行い上陸したイギリス軍を支援した。4月19日にはドイツの潜水艦 U65の攻撃を受けるも損傷はなかった。5月25日、ノルウェーの国庫金の3分の1に相当する金塊を積んでハーシュタを出港しイギリスへ向かった。スカパ・フローを経由して航行し、途中2度のドイツ軍の空襲を受けるもグリーノックに到着し、そこで金塊を陸揚げした。
船体の修復後、エンタープライズは1940年6月に新しく結成されたH部隊に加わり、地中海に向けて出港した。7月には戦争におけるフランス艦隊の将来についてフランス海軍との交渉に参加したが、交渉が不調に終わったためメルセルケビール海戦に参加。また、7月下旬にはマルタ島への航空機輸送にも従事した。

#### 本国海域外での活動
その後、H部隊は再編成され、エンタープライズはケープタウンに派遣された後、南アメリカでの作戦の旗艦となり、主に商船の護衛および迎撃任務に従事した。1940年12月には重巡洋艦カンバーランドおよび軽巡洋艦ニューカッスルと共に、武装商船カーナヴォン・キャッスルに損害を与えたドイツの仮装巡洋艦トールの捜索に参加したが、発見には至らなかった。
1941年初頭にはインド洋に配備され、航空母艦ハーミーズを中心としたイギリス海軍およびオーストラリア海軍とともに、ドイツの装甲艦アドミラル・シェーアの捜索に参加した。捜索を断念した後、エンタープライズは護送船団の護衛任務に就き、ラシード・アリー・ガイラーニーによる親ドイツ派の反乱でアングロ＝イラク戦争が始まるとバスラへ派遣された。戦争は5月末に勝利し、その後エンタープライズはインド洋での護送船団護衛任務に復帰した。

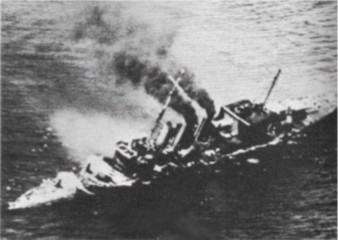
日本軍の攻撃で沈没したコーンウォール。エンタープライズが乗組員の一部を救出した。

11月にはコロンボで改装と修理を行い、1941年12月の太平洋戦争開戦に間に合わせた。シンガポールとビルマのヤンゴンに向かう兵員輸送船を護衛した後、ジェームズ・サマヴィル提督率いる東洋艦隊に参加し、翌年から通商護衛に従事した。1942年4月6日、駆逐艦パラディン、パンサーとともに、セイロン沖海戦で日本軍に撃沈された重巡洋艦コーンウォールおよびドーセットシャーの生存者1,120余名を救出した。セイロン沖海戦は日本軍のインド洋大空襲の一部であり、イギリス領セイロンを脅かしていた。当時イギリスは日本軍がインド洋の島を侵攻するための準備をしていると信じていたため、エンタープライズはまたしても実りのないインド洋における敵艦索敵に参加することとなった。

#### 本国海域での活動
1942年12月25日、大規模な改装と近代化改修のためクライドに戻り、1943年10月に完了した。試運転は11月中も続けられた。
1943年12月下旬、軽巡洋艦ガンビアおよびグラスゴーとともにストーンウォール作戦に投入された。12月28日、エンタープライズは11隻のドイツ駆逐艦と魚雷艇の部隊と交戦した。この艦隊は封鎖突破船アルステルウーファー（前日に航空攻撃で撃沈された）の護衛であった。エンタープライズは魚雷艇T26を魚雷で撃沈し、T25とZ27も撃沈した。この交戦で他の4隻のドイツ艦が損害を受けた。
エンタープライズは改装のためデヴォンポート海軍基地に入り、1944年2月3日から29日まで補修を行い、3月27日から31日までミサイルの電波妨害装置の取り付けを行った。

#### ノルマンディーへの侵攻
5月、エンタープライズはイギリス艦ホーキンス、ブラック・プリンス、エレバス、オランダ艦ソエンバ、アメリカ艦ネバダ、タスカルーサ、クインシーとともに砲撃部隊「A」に配属された。サブグループである突撃隊「U」（ユタ・ビーチ方面）に所属し、その先頭艦を務めていた。
1944年6月6日にノルマンディー上陸作戦が開始されると、砲撃部隊「A」はサン＝マルタン＝ド＝ヴァールヴィルを砲撃した。エンタープライズはシェルブールの沿岸防衛部隊と交戦し、その際に艦長と指令が共に負傷したためポートランドに帰投した。その20日後、ケルクヴィルの砲撃に参加し、ドイツ軍の砲台を沈黙させた。ドイツの陸上砲台は砲撃を行いましたが、エンタープライズには大きな損害はなかった。『Dデイ』作戦の間、エンタープライズは約9,000発の6インチ砲弾を発射し、ポーツマスでは2度に渡り夜間の弾薬補充を要した。
7月には作戦を支援するためにフランス沿岸に展開し、7月17日には巡洋艦モーリシャス、ロバーツとともに カーン付近の攻撃を支援するために2日間艦砲射撃を行っている。9月には第2軍を支援するためオランダ沿岸に派遣されたが、支援行動はなかった。
10月、カナダ海軍への移籍が実現しなかったため、エンタープライズは現役を退き、ロジスで予備艦となった。

### 戦後
1945年5月から、エンタープライズはアジアとアフリカから英国軍の帰還を支援した。1946年1月13日に最後となるイギリスへの帰還を果たした。その後4月11日にスクラップとして引き渡され、4月21日にウェールズのニューポートにて解体された。

## 兵装の遷移

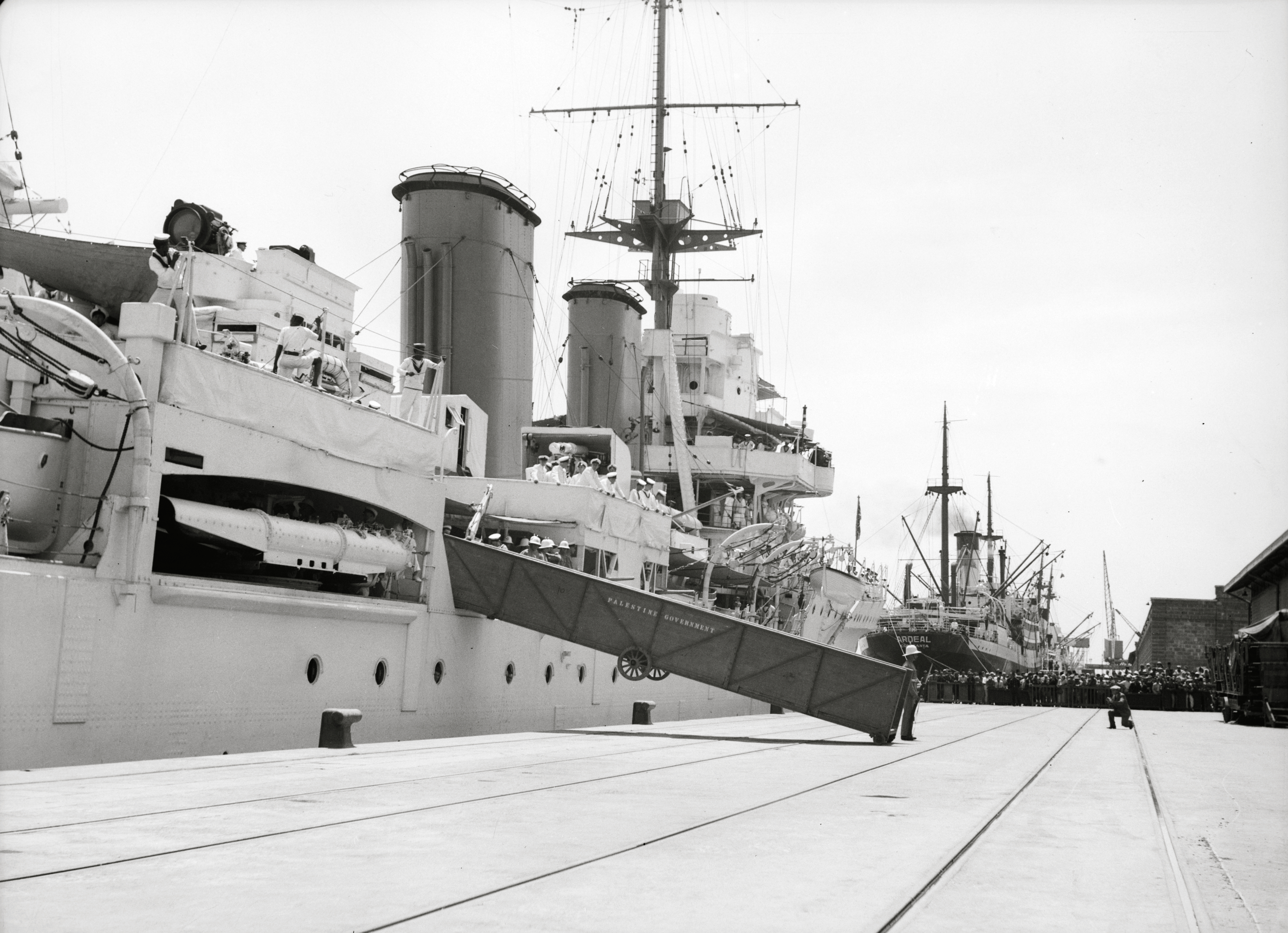

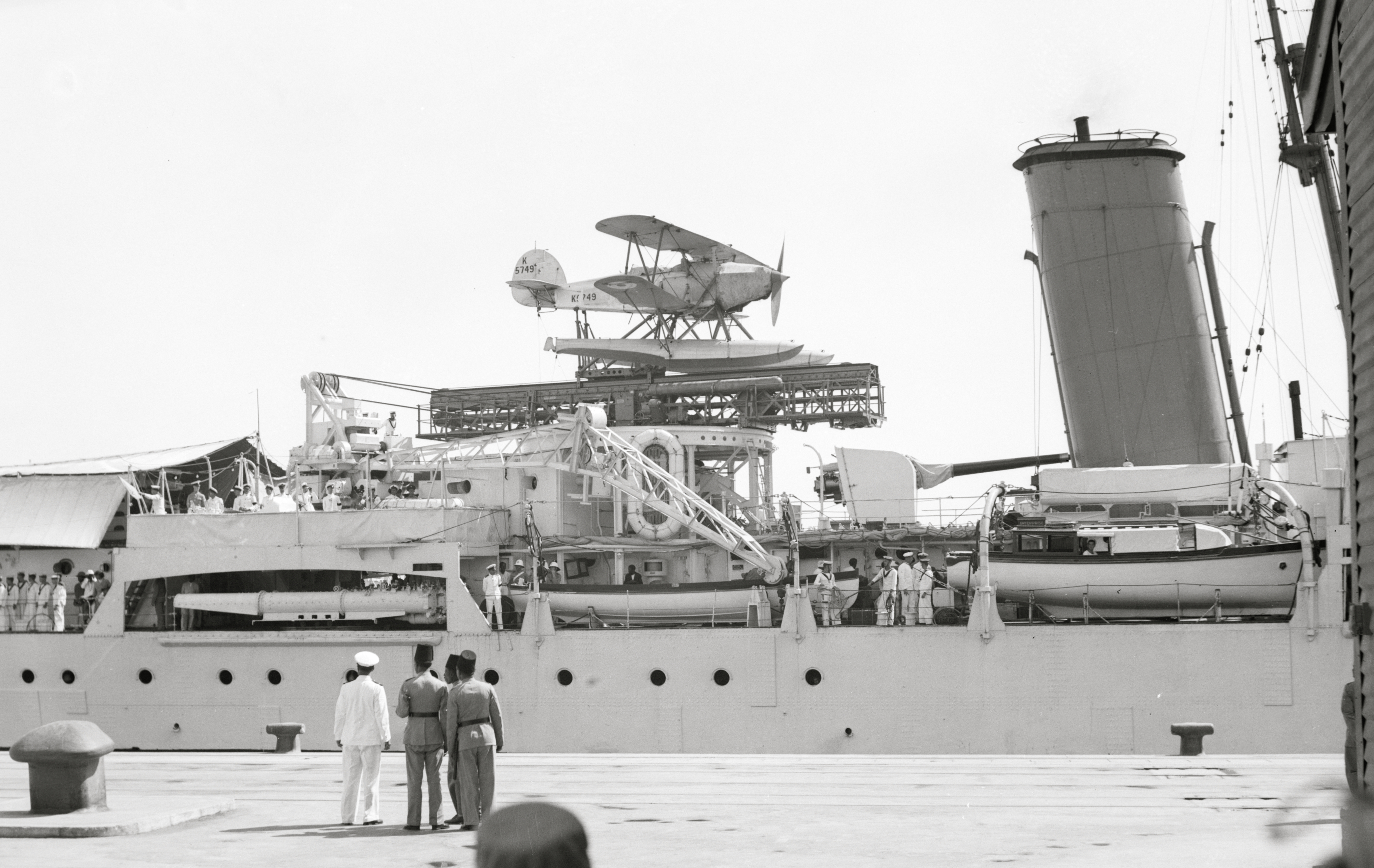

エンタープライズは就役中、以下のとおり少しずつ異なる兵装に改装されている。
| Dates                 | Armament |
| --------------------- | --- |
| 1939年8月 - 1942年8月 | 15.2cm（45口径）連装砲1基 15.2cm（45口径）単装砲5基 0.5インチMG四連装砲2基 ヴィッカース QF 2ポンド砲2基 21インチ四連装魚雷発射管4基                                                 |
| 1943年4月 - 1944年4月 | 15.2cm（45口径）連装砲1基 15.2cm（45口径）単装砲5基 ヴィッカース QF 2ポンド四連装砲2基 ヴィッカース QF 2ポンド単装砲4基 20ミリ連装砲6基 21インチ四連装魚雷発射管4基                 |
| 1944年4月 - 1945年    | 15.2cm（45口径）連装砲1基 15.2cm（45口径）単装砲5基 ヴィッカース QF 2ポンド四連装砲2基 ヴィッカース QF 2ポンド単装砲4基 20ミリ連装砲6基 20ミリ単装砲6基 21インチ四連装魚雷発射管4基 |